# Programmations du Graspop Metal Meeting des années 2010
Cet article présente les programmations du Graspop Metal Meeting des années 2010.

## 2010

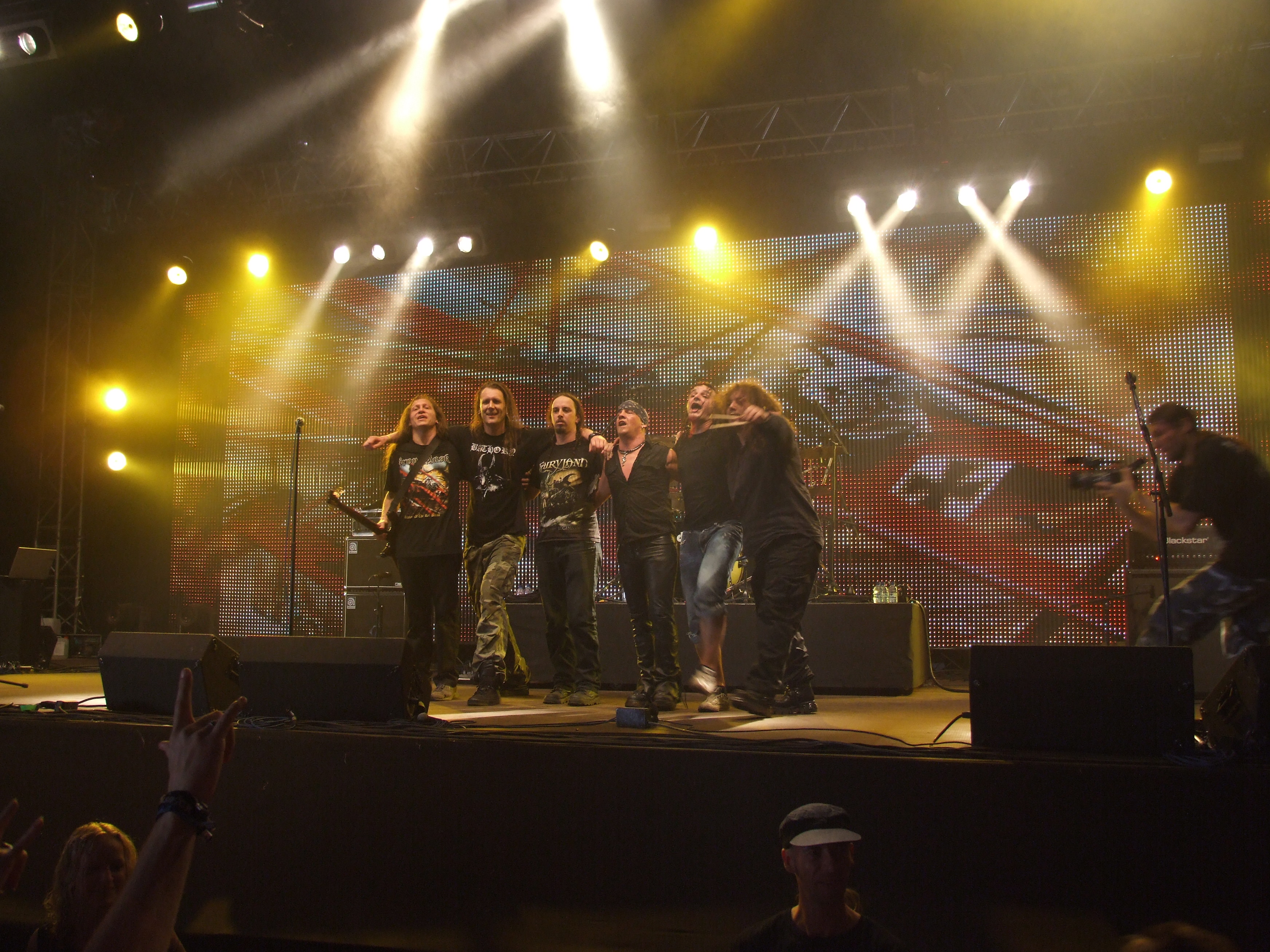
Iron Mask, Graspop Metal Meeting 2010

Le festival a lieu du 25 au 27 juin 2010
| Vendredi 25 juin                                                   |                                                               |                                           |                                                                                    |
| Mainstage                                                          | Marquee I                                                     | Marquee II                                | Metal Dome                                                                         |
| Aerosmith Motörhead Stone Temple Pilots Slayer Billy Talent ReVamp | My Dying Bride Tarja Therion Anathema Krypteria Ghost Brigade | Saxon Doro U.D.O. The Poodles Anvil Raven | Nile Sepultura Devin Townsend The Devil's Blood Bleeding Through Oceans of Sadness |

| Samedi 26 juin                                                                     |                                                                              |                                                                                |                                                                                |
| Mainstage                                                                          | Marquee I                                                                    | Marquee II                                                                     | Metal Dome                                                                     |
| Soulfly Channel Zero Slash Carcass Bullet for My Valentine Sabaton Killing Machine | Immortal Paradise Lost Obituary Cannibal Corpse Dark Funeral Hail of Bullets | Airbourne Sick of It All Fear Factory Walls of Jericho Death by Stereo Sylosis | Eluveitie Tankard 3 Inches of Blood Spoil Engine Dear Superstar (en) Iron Mask |

| Dimanche 27 juin                                                         |                                                               |                                                                                 |                                                                                     |
| Mainstage                                                                | Marquee I                                                     | Marquee II                                                                      | Metal Dome                                                                          |
| Kiss Hatebreed Killswitch Engage Jon Oliva's Pain Exodus Evergrey Atreyu | Amon Amarth Bloodbath Behemoth Alestorm Katatonia Necrophobic | DevilDriver Unearth A Day to Remember As I Lay Dying Mucky Pup Job for a Cowboy | Finntroll Korpiklaani 36 Crazyfists The Faceless Deadlock Between the Buried and Me |

- Krypteria, Carcass, Iron Mask, The Poodles, Death by Stereo, Billy Talent remplacent Deicide, Mastodon, Rise to Remain, Steel Panther, Earth Crisis, Hellyeah initialement prévus. Nous noterons aussi l'annulation de All Shall Perish

## 2011

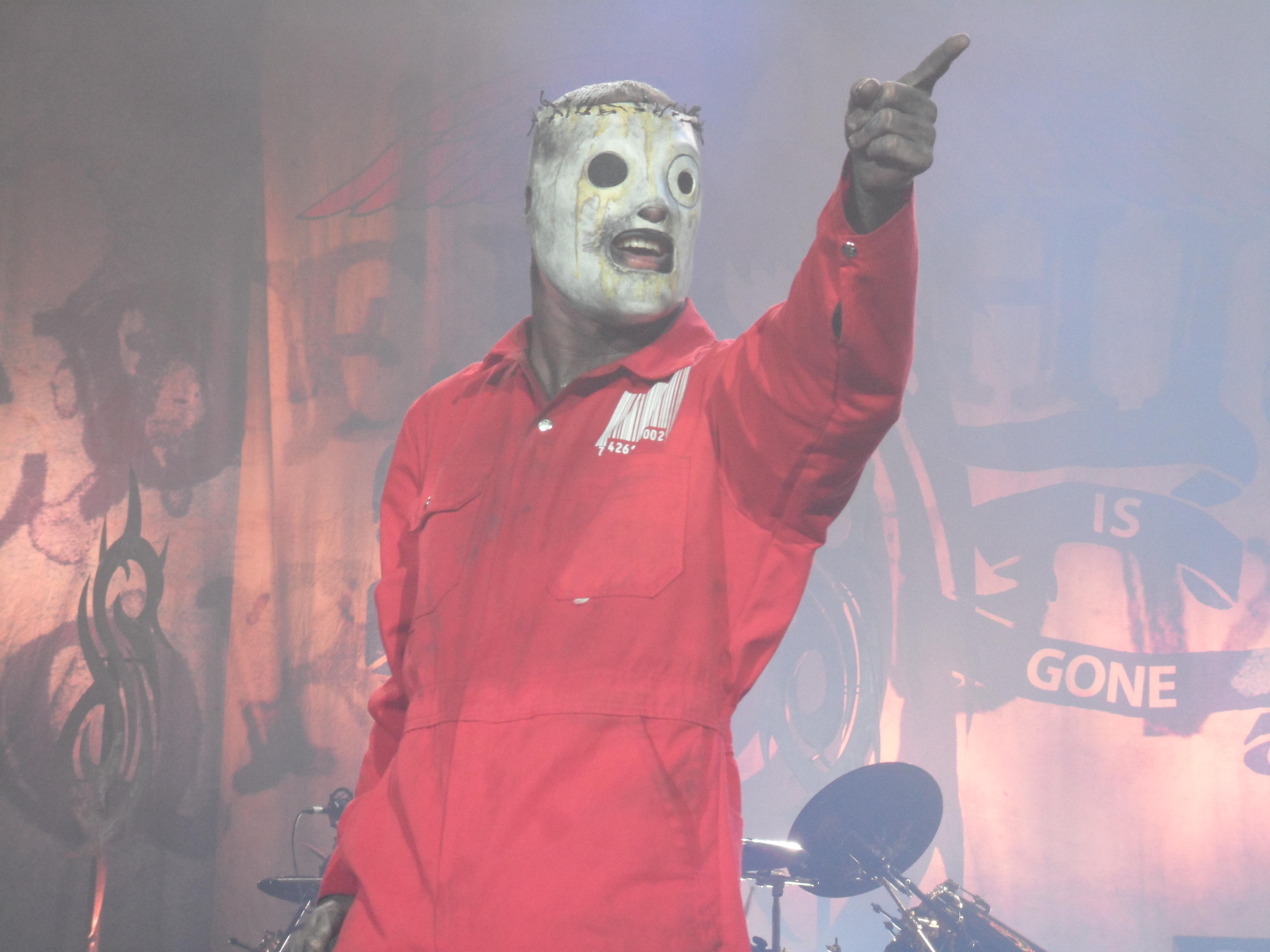
Corey Taylor de Slipknot, Graspop Metal Meeting 2011

| Vendredi 24 juin                                          |                                                                                |                                                                                      |                                                                              |
| Mainstage                                                 | Marquee I                                                                      | Marquee II                                                                           | Metal Dome                                                                   |
| Scorpions Volbeat Korn Journey Foreigner Dio Disciples FM | Iced Earth Epica Watain Corrosion of Conformity The Black Dahlia Murder Arkona | Parkway Drive The Damned Things Heaven Shall Burn Sepultura Dwarves Protest the Hero | Duff McKagan's Loaded Angel Witch The Rods Sweet Savage Endless Dark Revoker |

| Samedi 25 juin                                                                            |                                                                          |                                                                                      |                                                                             |
| Mainstage                                                                                 | Marquee I                                                                | Marquee II                                                                           | Metal Dome                                                                  |
| Judas Priest Whitesnake Channel Zero Black Label Society Firewind Lacuna Coil Diablo Blvd | Cradle of Filth Arch Enemy Moonspell Triptykon Suicide Silence Kvelertak | Bullet for My Valentine Monster Magnet Times of Grace Bleed from Within Kylesa Adept | Pain Electric Wizard Spiritual Beggars Ghost Black Spiders After the Burial |

| Dimanche 26 juin                                                          |                                                                                      |                                                                                |                                                                              |
| Mainstage                                                                 | Marquee I                                                                            | Marquee II                                                                     | Metal Dome                                                                   |
| Slipknot Rob Zombie Avenged Sevenfold Mastodon Kreator Anvil Pagan's Mind | Cavalera Conspiracy Opeth Legion of the Damned Moonsorrow Amorphis Baptized in Blood | Bring Me the Horizon Dublin Death Patrol Terror Pro-Pain D.R.I. Rise to Remain | Soilwork Escape the Fate Architects Gwar While She Sleeps Steak Number Eight |

## 2012
| Vendredi 22 juin                                                                      |                                                                            |                                                                                          |                                                                 |
| Mainstage                                                                             | Marquee I                                                                  | Marquee II                                                                               | Metal Dome                                                      |
| Ozzy Osbourne & Friends Slayer Sabaton Slash Black Label Society Godsmack Tracer (en) | Lamb of God Amon Amarth Paradise Lost Sacred Reich Ensiferum Skeletonwitch | Kyuss Lives! Sick of It All DevilDriver August Burns Red Unearth I Killed the Prom Queen | Cannibal Corpse Obituary Aborted Possessed Winterfylleth Saille |

| Samedi 23 juin                                                                              |                                                                   |                                                                                        |                                                                                                  |
| Mainstage                                                                                   | Marquee I                                                         | Marquee II                                                                             | Metal Dome                                                                                       |
| Limp Bizkit Twisted Sister Megadeth Trivium Thin Lizzy Primal Fear Adrenaline Mob Powerwolf | Dimmu Borgir My Dying Bride Exodus Eluveitie Death Angel Alestorm | Pennywise Fear Factory Comeback Kid All Shall Perish The Spudmonsters While She Sleeps | Ihsahn & Leprous Nasum Brutal Truth Suicidal Angels Dear Superstar Heidevolk Kobra and the Lotus |

| Dimanche 24 juin                                                                             |                                                                          |                                                  |                                                                                         |
| Mainstage                                                                                    | Marquee I                                                                | Marquee II                                       | Metal Dome                                                                              |
| Guns N'Roses Motörhead Machine Head Killswitch Engage Europe Sebastian Bach Six Hour Sundown | Children of Bodom Behemoth Jon Olivia's Pain Gotthard Ugly Kid Joe MaYan | Hatebreed Gojira AxeWound H2O Emmure Cancer Bats | Texas in July Betraying the Martyrs Rival Sons Spoil Engine Black Spiders The Treatment |

## 2013
| Jeudi 27 juin               |
| Metal Dome                  |
| Leave Scars Komah Hexa Mera |

| Vendredi 28 juin                                                                             |                                                        |                                                                                 | |
| Mainstage                                                                                    | Marquee I                                              | Marquee II                                                                      | Metal Dome                                                                                              |
| Twisted Sister Korn Coal Chamber Papa Roach Helloween Grave Digger Heathen Crucified Barbara | Kreator Mayhem Dark Funeral Korpiklaani Unleashed Varg | Soulfly Heaven Shall Burn Prong All That Remains Asking Alexandria Veil of Maya | Katatonia Rotting Christ Entombed Love and Death Escape the Fate The Monolith Deathcult Generation Kill |

| Samedi 29 juin                                                                                                 |                                                                  |                                                                       |                                                                                 |
| Mainstage | Marquee I                                                        | Marquee II                                                            | Metal Dome                                                                      |
| Slipknot Saxon Within Temptation Bullet for My Valentine The Devil Wears Prada Rockstar Brainstorm Vanderbuyst | Iced Earth Hypocrisy U.D.O. Steak Number Eight Tankard Amaranthe | P.O.D. Down Agnostic Front Caliban Thy Art is Murder After the Burial | Absu Lock Up Aura Noir Dunderbeist Between the Buried and Me Sylosis Hacktivist |

| Dimanche 30 juin                                                                |                                                           |                                                                       |                                                              |
| Mainstage                                                                       | Marquee I                                                 | Marquee II                                                            | Metal Dome                                                   |
| Iron Maiden In Flames Stone Sour Parkway Drive Hellyeah Pretty Maids Voodoo Six | King Diamond Epica Ghost God Seed Moonspell Winterfylleth | Testament Newsted Unearth The Ghost Inside Deez Nuts Every Time I Die | The Sword Clutch Red Fang Bullet Heaven's Basement King Hiss |

## 2014

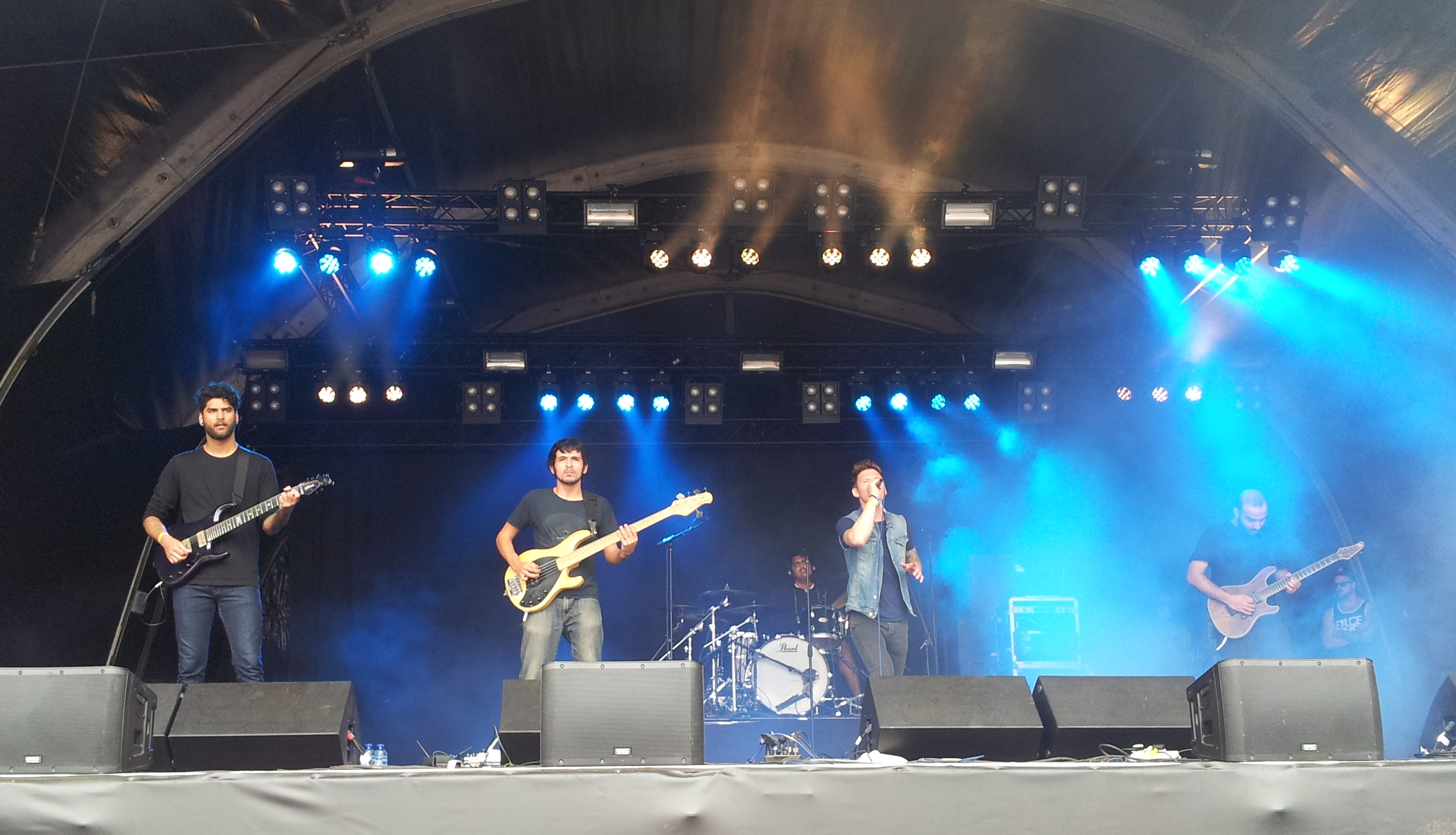
Skyharbor, Graspop Metal Meeting 2014

| Jeudi 26 juin                                             |                                               |
| Metal Dome                                                | Jupiler Stage                                 |
| Knives to a Gunfight Temptations for the Weak Atmospheres | Diablo Blvd Evil Invaders Ostrogoth Dyscordia |

| Vendredi 27 juin                                                     |                                                                |                                                                         | |                                                     |
| Mainstage 1                                                          | Mainstage 2                                                    | Marquee                                                                 | Metal Dome                                                                                            | Jupiler Stage                                       |
| Avenged Sevenfold Slayer Steel Panther Ghost Seether Jeff Scott Soto | Sabaton Behemoth Doro Sepultura Annihilator Lynch Mob Alestorm | Opeth Watain Candlemass Triptykon Napalm Death Sólstafir Novembers Doom | Graveyard' Unida Orange Goblin Walking Papers Of Mice and Men Miss May I Devil You Know The Treatment | Emmure Buckcherry Blessthefall Huntress Battlecross |

| Samedi 28 juin                                                         |                                                      |                                                                                        | |                                                             |
| Mainstage 1                                                            | Mainstage 2                                          | Marquee                                                                                | Metal Dome                                                                                             | Jupiler Stage                                               |
| Volbeat Alter Bridge Mastodon Gamma Ray Skillet Prime Circle Civil War | Limp Bizkit Trivium W.A.S.P. Gojira Powerwolf Dagoba | Carcass Neurosis Satyricon Eluveitie Legion of the Damned Nile Necrophobic In Solitude | Dark Tranquillity The Dillinger Escape Plan Cult of Luna Amplifier Enslaved Amenra Nails Carach Angren | Kylesa Pro-Pain Walls of Jericho Skyharbor Protest the Hero |

| Dimanche 29 juin                                                                              |                                                                                      |                                                                                            | |                                                                   |
| Mainstage 1                                                                                   | Mainstage 2                                                                          | Marquee                                                                                    | Metal Dome                                                                                              | Jupiler Stage                                                     |
| Black Sabbath Soundgarden Alice in Chains Anthrax Black Label Society The Black Dahlia Murder | Rob Zombie Hatebreed Bring Me the Horizon Suicide Silence Comeback Kid Powerman 5000 | Meshuggah Paradise Lost Death: DTA Tiamat Shirenc Plays Pungent Stench Cynic Glorior Belli | Metal Church Sebastian Bach Vandenberg's Moonkings Rhapsody of Fire Gloryhammer Scorpion Child Collibus | Architects We Came as Romans Thy Art is Murder Letlive Crossfaith |

## 2015
| Jeudi 18 juin                                            |                                          |                                                   |
| Marquee                                                  | Jupiler Stage                            | Metal Dome                                        |
| Present Danger Up the Irons The Art of Pantera Diolegacy | Wolves Scream Age of Torment Powerstroke | Bliksem Oceans of Sadness Your Highness Hell City |

| Vendredi 19 juin                                                                                  | |                                                                                    |                                                                              |                                                                    |
| Mainstage 1                                                                                       | Mainstage 2                                                                                         | Marquee                                                                            | Metal Dome                                                                   | Jupiler Stage                                                      |
| KISS Slash Featuring Myles Kennedy and the Conspirators Cavalera Conspiracy Epica Thunder H.E.A.T | Marilyn Manson In Flames Body Count Life of Agony Asking Alexandria Butcher Babies The Dead Daisies | My Dying Bride Marduk Cannibal Corpse God Seed Sigh Aborted Der Weg Einer Freiheit | Ihsahn Samael Evergrey Sarke Ne Obliviscaris Blues Pills Avatarium King Hiss | Stray from the Path Heidevolk Set Things Right Snot In Hearts Wake |

| Samedi 20 juin                                                                                        |                                                                    |                                                                                |                                                                       |                                                                             |
| Mainstage 1                                                                                           | Mainstage 2                                                        | Marquee                                                                        | Metal Dome                                                            | Jupiler Stage                                                               |
| Slipknot Korn Five Finger Death Punch Godsmack A Day to Remember Hollywood Undead Lower Than Atlantis | Judas Priest Alice Cooper Sonata Arctica Exodus Danko Jones Orchid | At the Gates Arch Enemy Korpiklaani Vallenfyre Kataklysm Morgoth Orphaned Land | Alcest Primordial Lacuna Coil The Ocean Shining The Haunted Hawk Eyes | Every Time I Die We Are Harlot Code Orange Chelsea Grin Upon a Burning Body |

| Dimanche 21 juin                                                   | | |                                                                                     |                                                                          |
| Mainstage 1                                                        | Mainstage 2                                                                                             | Marquee                                                                                              | Metal Dome                                                                          | Jupiler Stage                                                            |
| Scorpions Motörhead Airbourne Black Stone Cherry Tremonti Pop Evil | Faith No More Within Temptation Lamb of God Papa Roach Parkway Drive Betraying the Martyrs Like A Storm | Cradle of Filth Children of Bodom Amorphis Septicflesh Ensiferum Sylosis Winterfylleth Den Saakaldte | DragonForce FM Equilibrium Devilment Evil Invaders Battle Beast Kobra and the Lotus | Terror Texas in July Counterparts Motionless in White The Charm the Fury |

## 2016
| Jeudi 16 juin                     |                                         |                                                                            |
| Marquee                           | Jupiler Stage                           | Metal Dome                                                                 |
| Dirkschneider Primal Fear Trivium | Your Highness Knives to a Gunfight Bark | Spoil Engine Eurostars Wrestling Killer Fleddy Melculy Reject the Sickness |

| Vendredi 17 juin                                                            |                                                                                  |                                                                                       |                                                                          |                                                        |
| Mainstage 1                                                                 | Mainstage 2                                                                      | Marquee                                                                               | Metal Dome                                                               | Jupiler Stage                                          |
| Black Sabbath Megadeth Foreigner Bad Religion The Winery Dogs Monster Truck | King Diamond Amon Amarth Disturbed Heaven Shall Burn Sixx:A.M. Soilwork Firewind | Apocalyptica Dark Funeral Moonspell Arcturus Fleshgod Apocalypse Carach Angren Myrkur | Zakk Wylde Amaranthe Loudness Virgin Steele Grand Magus Raven Bloodbound | August Burns Red Atreyu Norma Jean Turnstile Monuments |

| Samedi 18 juin                                                             |                                                                              |                                                                                          |                                                                       |                                                                        |
| Mainstage 1                                                                | Mainstage 2                                                                  | Marquee                                                                                  | Metal Dome                                                            | Jupiler Stage                                                          |
| Volbeat Slayer Bullet for My Valentine Testament Skillet Halestorm Bliksem | Nightwish Ghost Dropkick Murphys Killswitch Engage Pennywise Municipal Waste | Abbath Gojira Satyricon Obituary Paradise Lost Shining God Dethroned Secrets of the Moon | Rival Sons Tesseract Kadavar Jean Beauvoir Slaves Collibus The Shrine | Anti-Flag The Hickey Underworld Beartooth Skindred Burning Down Alaska |

| Dimanche 19 juin                                                    |                                                        | |                                                                        |                                                                                      |
| Mainstage 1                                                         | Mainstage 2                                            | Marquee                                                                                                  | Metal Dome                                                             | Jupiler Stage                                                                        |
| Iron Maiden Anthrax Tremonti Shinedown Sick of It All The Raven Age | Twisted Sister Trivium Powerwolf Saxon Overkill Delain | Behemoth Sacred Reich Steak Number Eight Legion of the Damned Moonsorrow Enthroned In the Woods... SikTh | La Muerte Oomph! Obscura Crobot The Algorithm The Midnight Ghost Train | The Amity Affliction We Came as Romans Bury Tomorrow Thy Art Is Murder The Wild Lies |

## 2017
| Jeudi 15 juin                                 |                                            |                                             |
| Marquee                                       | Metal Dome                                 | Jupiler Stage                               |
| Brides of Lucifer Slayerensemble The Covering | Thurisaz King Hiss Wolves Scream Hexa Mera | Born from Pain Off the Cross Bear Carnation |

| Vendredi 16 juin                                                                    |                                                                 |                                                                                           |                                                                                |                                                                                      |
| Mainstage 1                                                                         | Mainstage 2                                                     | Marquee                                                                                   | Metal Dome                                                                     | Jupiler Stage                                                                        |
| Rammstein Europe Dee Snider Black Star Riders Blue Öyster Cult Battle Beast Slydigs | Emperor Epica Sepultura Metal Church Comeback Kid Evil Invaders | Brides of Lucifer Tarja Amenra Sólstafir Rotting Christ Melechesh Decapitated Tribulation | The Dillinger Escape Plan Alcest Prong Psychotic Waltz King's X Sinistro MaYan | The Devil Wears Prada Motionless in White Northlane Every Time I Die As It Is SHVPES |

| Samedi 17 juin                                                      | |                                                                       |                                                                            |                                                                        |
| Mainstage 1                                                         | Mainstage 2 | Marquee                                                               | Metal Dome                                                                 | Jupiler Stage                                                          |
| Deep Purple Alter Bridge Gojira Danko Jones Rhapsody Axel Rudi Pell | In Flames Five Finger Death Punch A Day to Remember Max and Iggor Cavalera - Return to Roots Architects DevilDriver Avatar | Ministry Amorphis Mayhem Devin Townsend Sanctuary Svart Crown Subrosa | Helmet Monster Magnet Clutch Red Fang Coheed and Cambria Baroness Toseland | Of Mice and Men While She Sleeps Code Orange Crown the Empire As Lions |

| Dimanche 18 juin                                                         |                                                                   |                                                                                                   |                                                                                     |                                                                                 |
| Mainstage 1                                                              | Mainstage 2                                                       | Marquee                                                                                           | Metal Dome                                                                          | Jupiler Stage                                                                   |
| Scorpions Evanescence Steel Panther Airbourne Ugly Kid Joe The Raven Age | Sabaton Rob Zombie Mastodon Hatebreed Alestorm The Charm the Fury | Primus Opeth Anathema Graveyard Kvelertak The Black Dahlia Murder Memoriam The Monolith Deathcult | Gotthard Queensrÿche The Dead Daisies Hardline Grave Digger Like a Storm Inglorious | Sum 41 Suicidal Tendencies Suicide Silence Chelsea Grin Touché Amoré Hacktivist |

## 2018
| Jeudi 21 juin                                                 |                                                |                                                               |                                                                    |
| Mainstage 1                                                   | Mainstage 2                                    | Metal Dome                                                    | Jupiler Stage                                                      |
| Guns N'Roses Jonathan Davis Black Stone Cherry The Pink Slips | Ghost Iced Earth Doro Pesch - Voice of Warlock | Kataklysm Heilung Dool Toxic Shock Moments Signs of Algorithm | Madball Fleddy Melculy Bury Tomorrow Cancer Bats Follow the Cipher |

| Vendredi 22 juin                                                                        |                                                                                          |                                                                                | |                                                       |
| Mainstage 1                                                                             | Mainstage 2                                                                              | Marquee                                                                        | Metal Dome | Jupiler Stage                                         |
| Iron Maiden Killswitch Engage Powerwolf Shinedown Avatar Tyler Bryant and the Shakedown | Parkway Drive Avenged Sevenfold Hollywood Undead Tremonti Stick to Your Guns Diablo Blvd | Ayreon Watain Vader Septicflesh Carach Angren Arkona Akercocke Galactic Empire | Neurosis Wolves in the Throne Room The Darkness Pist.On In This Moment Zeal and Ardor The Raven Age Savage Messiah | Less Than Jake Anti-Flag L7 Silverstein Culture Abuse |

| Samedi 23 juin                                                |                                                                                      |                                                                       |                                                                                               |                                                                   |
| Mainstage 1                                                   | Mainstage 2                                                                          | Marquee                                                               | Metal Dome                                                                                    | Jupiler Stage                                                     |
| Volbeat Rise Against Arch Enemy Skillet Vixen Backyard Babies | Marilyn Manson Megadeth Kreator Accept Asking Alexandria Seether Stray from the Path | Bloodbath At the Gates Marduk Exodus Amaranthe Asphyx Batushka Bölzer | Baroness Sons of Apollo Kadavar Planet of Zeus The Vintage Caravan Thundermother Stone Broken | Underoath Miss May I Crossfaith Boston Manor Our Hollow, Our Home |

| Dimanche 24 juin                                                                            |                                                                                    |                                                                                            | |                                                                                          |
| Mainstage 1                                                                                 | Mainstage 2                                                                        | Marquee                                                                                    | Metal Dome                                                                                           | Jupiler Stage                                                                            |
| Ozzy Osbourne Hollywood Vampires Limp Bizkit Billy Talent Eisbrecher Vandenberg's Moonkings | A Perfect Circle Judas Priest Bullet for My Valentine Body Count Powerflo Pro-Pain | Meshuggah Dead Cross Corrosion of Conformity Lacuna Coil Carnivore A.D. Shining Týr Mantar | The Bloody Beetroots Perturbator Skindred Tesseract The Contortionist Eskimo Callboy Ego Kill Talent | Thy Art Is Murder Emmure Blessthefall Knocked Loose Modern Life Is War Employed to Serve |

## 2019
| Jeudi 20 juin                                                   |                                                |                                                  |
| Marquee                                                         | Metal Dome                                     | Jupiler Stage                                    |
| Philip H. Anselmo and the Illegals Sonata Arctica Aborted Raven | Off the Cross Concealed Reality Hemelbestormer | The Amity Affliction Beartooth Nasty Black Peaks |

| Vendredi 21 juin                                                                 |                                                            | |                                                                         |                                                                              |
| Mainstage 1                                                                      | Mainstage 2                                                | Marquee | Metal Dome                                                              | Jupiler Stage                                                                |
| Within Temptation Lynyrd Skynyrd Architects Glenn Hughes Eisbrecher Like a Storm | Slayer Amon Amarth Anthrax Testament Hatebreed Death Angel | Stone Temple Pilots Eagles of Death Metal Children of Bodom Cult of Luna Candlemass Crowbar Whitechapel Wiegedood | Mysticum Starset Carpenter Brut Deathstars Combichrist Candlebox The Hu | Discharge Fever 333 Municipal Waste Bleed from Within To the Rats and Wolves |

| Samedi 22 juin                                                                                         |                                                               | | |                                                                      |
| Mainstage 1                                                                                            | Mainstage 2                                                   | Marquee                                                                                               | Metal Dome                                                                                            | Jupiler Stage                                                        |
| Slipknot Disturbed Slash Feat. Myles Kennedy and the Conspirators Behemoth Three Days Grace Bad Wolves | Lamb of God Godsmack Trivium Halestorm HammerFall Gloryhammer | King Diamond Ministry Clutch Legion of the Damned Borknagar Immolation Ne Obliviscaris Cellar Darling | Demons and Wizards Krokus UFO Phil Campbell and the Bastard Sons Grand Magus Beast in Black Lovebites | Refused No Fun at All Agnostic Front Taking Back Sunday State Champs |

| Dimanche 23 juin                                      |                                                |                                                                                                | |                                                                  |
| Mainstage 1                                           | Mainstage 2                                    | Marquee                                                                                        | Metal Dome                                                                                         | Jupiler Stage                                                    |
| Kiss Def Leppard Whitesnake Gojira Deadland Ritual FM | Sabaton Rob Zombie In Flames Delain Inglorious | Carcass Cradle of Filth Eluveitie Possessed Insomnium Fleshgod Apocalypse Equilibrium Skálmöld | Hawkwind Kvelertak Uncle Acid and the Deadbeats Living Colour Nashville Pussy Orange Goblin Crisix | Sick of It All While She Sleeps Terror Born from Pain Power Trip |